# 진격의 거인 (진격의 거인)
진격의 거인(영어: Attack Titan 어택 타이탄[*], 일본어: 進撃の巨人 신게키노쿄진[*] 독일어: Attackierender Titan 아타키렌더 티탄[*])은 만화 《 진격의 거인 》에 등장하는 거인이다. 본 작품의 제목이자 타이틀적인 위치에 있는, 사실상의 상징 격인 거인이다. 동시에 주인공 엘런 예거 (Eren Yeager)가 계승하고 보유한 거인이자 그의 상지이다. '시공을 초월하며 자유를 향해 나아가는 인간의 본능적인 무한한 갈망과 분노 어린 의지' 그 자체를 거인화한 존재'이다.

## 특징 및 능력

### 미래 계승자의 기억을 볼 수 있는 한정적인미래 예지의 능력
진격의 거인은 미래의 기억을 볼 수 있어.
 — 그리샤 예거, < 121화: 미래의 기억 >에서 미래에서 과거로 거슬러 온 엘런 예거의 존재, 그리고 엘런을 인식하는 것을 가능하게 한 진격의 거인의 미래 예지를 깨달은 그리샤가 한 말
진격의 거인이 가진 능력들 중 그 아이덴티티를 상징하는 대표적인 초능력이다. 진격의 현역 계승자는 자신이 있는 현 시점을 기준으로 미래 시간의 후임 계승자의 기억을 엿볼 수 있다. 의식적으로든 무의식적으로든. '과거'에 해당하는 '이전 계승자의 기억'만 볼 수 있었던 아홉 거인들과 다르게 진격의 거인은 과거뿐만 아니라 '미래'에 해당하는 '후임 계승자의 미래'를 볼 수 있으며 후임 계승자와의 실시간적인 양방향적인 기억 공유가 가능하다. 해당 능력은 < 121화: 미래의 기억 >에서 최초로 공개되었다.

### 미래 계승자의 과거 계승자에 대한 선택적인 기억 전달 및 행동 유도
과거 계승자 쪽에서 후임의 기억을 통해 미래에 일어날 일들을 일방향적으로 예측할 수 있는 것만이 다가 아니다. 미래 시점의 후임 계승자가 시조의 거인과 접촉해 과거 계승자가 살던 시대로 날아가 선택적으로 자신의 기억을 선별해 보여줘서 행동을 유도할 수 있다. 120화 ~ 121화에 걸쳐 지크와 그리샤의 과거의 세계를 여행하던 엘런은 본래 이런 능력은 전혀 모르고 있었다. 여행 도중 지하실에서 일기를 쓰고 자고 있었던 그리샤가 본인의 시점에서 본 큰아들 지크 예거를 인식하는 것을 확인하고 해당 능력의 존재를 깨닫게 되어 과거 여행이 끝나는 순간까지 유리하게 이용하게 된다. 
일어나지 않은, 정해진 미래를 보고 앞으로 나아갔기에 진격의 거인은 시조의 거인의 휘하에 있는 여타 아홉 거인들 중에서 유일하게 독립적인 활동을 지속할 수 있었던 거인이었다.  그리샤 예거의 말에 의하면 과거부터 현재를 통틀어 진격의 모든 계승자들은 그리샤 자신이 시조의 거인은 이 능력만큼은 극비리에 부쳐져서 프리츠 왕가를 비롯한 고위층, 엘런과 그리샤 직전의 시조 계승자인 프리다 레이스와 거인 과학 최고 권위자인 톰 크사버, 지크 예거도 이 사실을 모르고 있었다.

### 경질화
본디 진격의 거인은 여타 아홉 거인들과 달리 경질화가 없었다. 왕정 쿠데타 편 당시 엘런이 로트 라이스의 가방 속에 들어 있었던 '갑주 (요로이)'라는 물약을 발견하고 병째로 씹어 들이키면서 후천적인 경질화 능력을 습득하게 된다. 

#### 부분 집중 경질화
부분 집중 경질화를 한 진격의 거인의 주먹은 갑옷 거인의 갑옷보다 단단하다. 여성형 거인의 부분 집중 경질화는 체내에서 경질화 되는 것처럼 묘사되지만 진격의 거인의 부분 집중 경질화는 체외에서 경질화가 된 것처럼 묘사된다

### 괴력
여성형 거인을 주먹으로 날려보낸 적이 있으며 관절기와 진격의 거인 특유의 괴력을 이용해 갑옷 거인의 갑옷을 부순 적이 있다.